# Тевзая Віктор Васильович
Віктор Васильович Тевзая (1883, Тифліська губернія, Російська імперія — 1932) — грузинський державний діяч, професор, дипломат. Посол Грузинської Демократичної Республіки в Україні.

## Життєпис
Закінчив Тифліську духовну семінарію у 1904 році. Продовжив навчання в Томському університеті, залишив університет у 1904 році і повернувся в Сенакі, включився в революційний рух. Ненадовго перебував під арештом в квітні 1904 року. Працював пропагандистом в Абашінському районі. Під час революції 1905 року очолював соціал-демократичну організацію в Поті, де організував страйк залізничників. Після настання реакції жив у Західній Європі, отримав посаду приват-доцента Женевського університету. У 1917 році входив до складу делегації Закавказького сейму, яка підписала перемир'я з Османською імперією в Ерзінджані. У 1918 році підписав Декларацію незалежності Грузії.
З 17 липня 1918 року повноважний представник уряду Грузинської Демократичної Республіки в Києві, Українська Держава. Прибув до Києва в серпні 1918 року.
У 1919 році був обраний до Установчих зборів Грузії. З 1918 по 1920 рік був членом ЦК грузинської соціал-демократичної партії, у 1923 році, після радянізації Грузії, відійшов від політики. Працював в інститутах економічного профілю. У 1925 році — завідувач економіко-статистичним відділом Народного комісаріату Закавказзя. З кінця 1920-х років читав лекції по політекономії в Тбіліському державному університеті. На початку 1930-х років був усунений від викладання.

## Дипломатична робота в Києві
На початку вересня року в Києві 1918 року, після переговорів з урядом України, почало функціонувати дипломатичне представництво Грузії, послом призначений В. В. Тевзая, а його заступником Давид Вачєїшвілі. Структура і штати посольства визначилися таким чином: перший і другий секретарі, консульський відділ, військовий аташе з помічником, економічний відділ, прес-бюро. В адміністративно-технічний персонал входили комендант будинку, друкарки, перекладачі, водій автомашини, кур'єри, допоміжні робітники та інші, Всього 20 співробітників. Посольство розташовувалося на вул. Караваєвської, № 9 (нині вул. Л. Толстого).

## Українсько-грузинські відносини
Дипломатичний представник Грузії Віктор Тевзая, відповідно до даних урядом повноваженнями, уклав з українським урядом кілька міждержавних договорів політичного і економічного (торговельного і фінансового) характеру:
1. Договір між Українською державою і Грузинською Республікою, підписав уповноважений з української сторони Сергій Бородаєвський і з грузинської - В. Тевзая 5 грудня 1918, складений із 22-х статей і має, крім преамбули, 6 розділів.
2. Угода між урядами України і Грузії про міжбанківські переказні операції підписано року міністром фінансів України Борисом Мартосом 7 грудня 1918. Це двостороння угода регулювала процес переказних операцій між банками обох сторін - в Тбілісі, Кутаїсі, Батумі, Поті, Сухумі в Грузії і в Києві, Харкові, Одесі та Катеринославі в Україні.
3. Договір щодо обміну товарами між Українською державою і Грузинський Республікою, підписаний 7 грудня 1918 року, регулював торговельні відносини.